# レベッカ・トゥイッグ
レベッカ・トゥイッグ（Rebecca Twigg、1963年3月26日 - ）は、アメリカ合衆国・シアトル出身の元女子自転車競技選手。
女子中・長距離界のトップ選手として長らく君臨。世界自転車選手権の個人追い抜き6回制覇は、同種目最多優勝記録。ジャニー・ロンゴやレオンティエン・ファンモールセルといった選手たちとも鎬を削った。
1984年のロサンゼルスオリンピック・個人ロードでは、同じアメリカのコニー・カーペンターに続いて銀メダル。1992年バルセロナオリンピック・個人追い抜きでは銅メダルを獲得。1996年アトランタオリンピック・個人追い抜きでは本命視されるはずだった。
ところが、全米自転車連盟が開発した「スーパーバイク」の使用を拒み、挙句にはナショナルチームからも離脱してしまった。最初はその自転車に乗っていたが、体にどうしてもフィットしないので、前々から使用していた自転車でオリンピックに挑みたいと主張したが、逆にスーパーバイク使用を強要されたことを告白。また、長年トゥイッグのコーチを務めてきたエディ・ボリセビッチを、全米自転車連盟が排除したことにも起因している。
ただ、これが原因で現役を退くということはせず、翌1997年の全米自転車選手権に出場し、ロード個人タイムトライアルで3位に入ったが、これが最後の実績となった。

## ドーピング問題
- 1985年1月21日付のスポーツ・イラストレイテッドの記事によると、1984年のロサンゼルスオリンピックの大会前、同大会男子4km個人追抜優勝者、スティーヴ・ヘッグらとともに、輸血ドーピングを行っていたことが判明[1]。但し、大会後の検査では「シロ」だったことから、処分はなかった。